# Anthemis ismelia
La camomilla del Monte Gallo (Anthemis ismelia Lojac.) è una pianta appartenente alla famiglia delle Asteraceae, endemica della Sicilia.

## Descrizione
È una pianta perenne camefita suffruticosa, con fusto ascendente, alto 30–40 cm.
Le foglie basali, pennatosette, sono lunghe 5–15 cm, le superiori sono più piccole e pennate.
Ha infiorescenze a capolino, di diametro 4–5 cm, con fiori periferici ligulati bianchi e fiori centrali di colore giallo.
I frutti sono acheni bruni, subconici, incurvati.

## Distribuzione e habitat
È un endemismo puntiforme il cui areale è ristretto alle rupi costiere ombrose del versante settentrionale del Monte Gallo, (Palermo), ad un'altitudine compresa tra 200 e 500 m.

## Conservazione
Per la ristrettezza del suo areale la specie è considerata vulnerabile.